# Jüdisches Kriegerdenkmal (Worms)

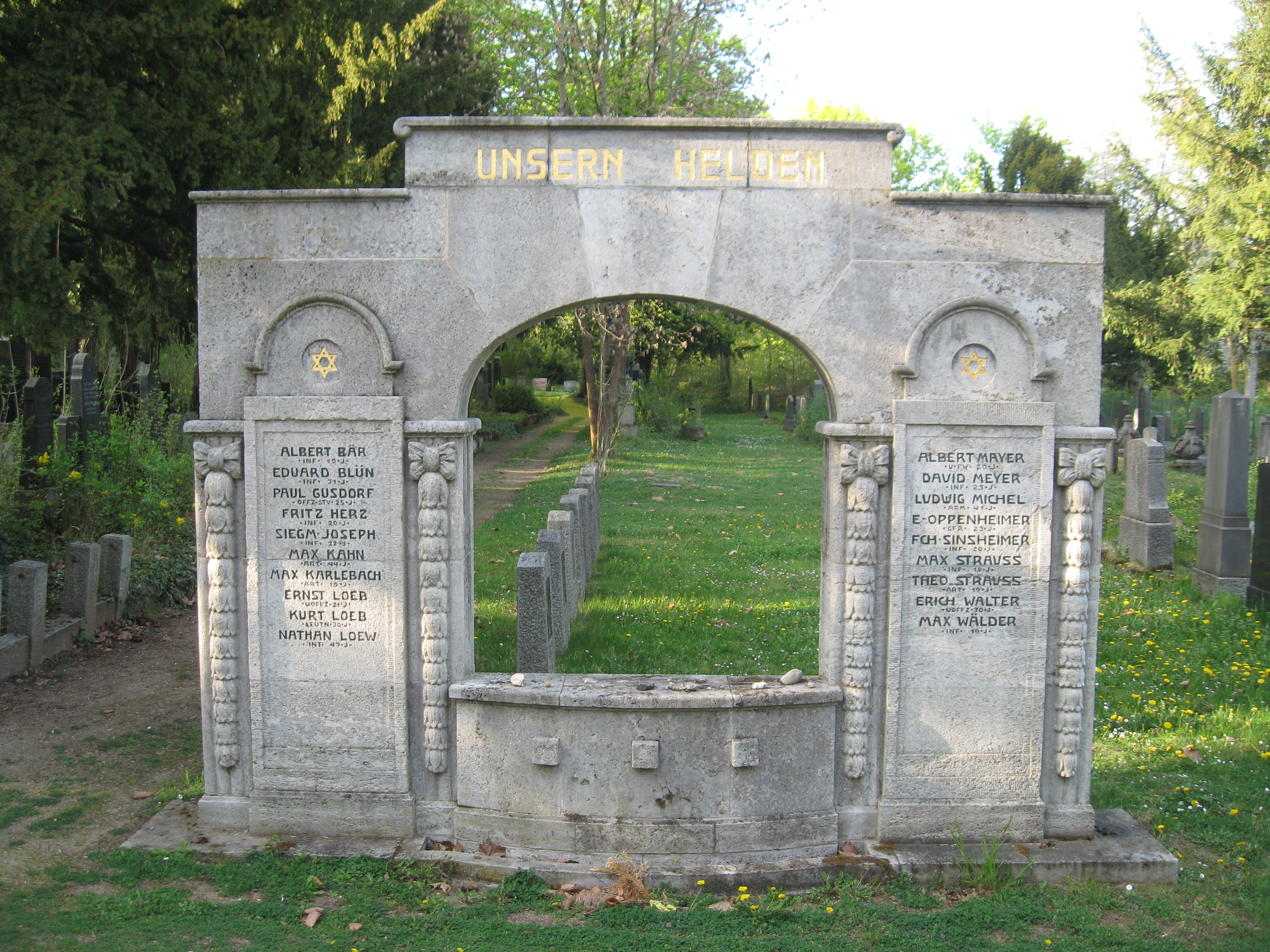
Ehrenmal für die jüdischen Gefallenen in Worms

Das Jüdische Kriegerdenkmal in Worms wurde nach dem Ersten Weltkrieg errichtet. Das Kriegerdenkmal ist als Teil des neuen jüdischen Friedhofs ein Kulturdenkmal.

## Geografische Lage
Das Ehrenmal steht auf dem Hauptfriedhof Hochheimer Höhe der Stadt Worms in deren Stadtteil Worms-Hochheim. Der jüdische Teil des Friedhofs wurde seit 1911 belegt. Das Ehrenmal befindet sich hinter der jüdischen Trauerhalle von  Georg Metzler, einem aus dieser Zeit stammenden Baudenkmal im „Darmstädter Jugendstil“.

## Geschichte
Seit 1919 bestand auf dem kommunalen Teil des Friedhofs in Worms-Hochheim ein Denkmal für die Gefallenen des Ersten Weltkriegs, das den Mittelpunkt des dortigen Kriegsgräberfeldes bildet und von Ernst Müller-Braunschweig aus Charlottenburg gestaltet wurde.
Treibende Kraft hinter der Errichtung eines Denkmals für die Gefallenen der Jüdischen Gemeinde Worms war die Ortsgruppe des Reichsbundes jüdischer Frontsoldaten (RjF). Die Ortsgruppe bestand seit 1924 und stand – bis zu dessen beruflichem Wechsel nach Breslau 1928 – unter dem Vorsitz des Röntgenologen Carl Fried (1889–1958). Das Streben nach einem besonderen Denkmal für die Gefallenen jüdischen Glaubens war auch der in den 1920er Jahren massiv zunehmende Antisemitismus. Das Denkmal wurde im Zeitraum von 1926 bis 1928 errichtet, wobei der genaue Zeitpunkt der Fertigstellung nicht feststeht. Die Zeit der nationalsozialistischen Zerstörungen und den Zweiten Weltkrieg überstanden der Friedhof und das Denkmal unbeschadet.

## Beschreibung
Das Ehrenmal besteht aus einem Bogen, dessen Dekoration noch Anklänge des Jugendstils aufweist. Die Vorderseite ist der Trauerhalle zugewandt, die Rückseite schlichter gestaltet. Der Bogen ist mit einer Brüstung zugesetzt, die zwar den Durchblick, nicht aber das Durchschreiten ermöglicht. Links und rechts des Bogens befinden sich auf zwei Tafeln die Namen der 19 Gefallenen und über dem Bogen die Inschrift „UNSERN HELDEN“. Auf der Rückseite steht auf Hebräisch: 
Ehre unseren Helden, Heilung unserem Vaterland und Friede unserer Erde.
Auf Deutsch steht darunter:
PREIS JENEN DIE RUHMREICH STARBEN
LASS HERR DIE WUNDEN VERNARBEN
UND UNS NICHT FRIEDLOS DARBEN!.
Der ausführende Bildhauer ist nicht bekannt. Das Denkmal bildet zusammen mit acht Einzelgräbern von Gefallenen oder nach dem Krieg ihren Verletzungen Erlegenen eine Gesamtanlage.

## Einordnung
Da in der überwiegenden Zahl der Fälle Gedenktafeln für Gefallene jüdischen Glaubens in Synagogen angebracht wurden, fielen diese häufig den nationalsozialistischen Zerstörungen zum Opfer. Solche Gedenkstätten sind deshalb selten erhalten. Das nächste vergleichbare Denkmal befindet sich auf dem jüdischen Friedhof in Darmstadt und wurde 1922 eingeweiht. Weitere gibt es in Wiesbaden und Groß-Gerau, beide zerstört oder beschädigt und später neu errichtet oder mit Hinweistafeln versehen.
Die Wormser Anlage ist ein Kulturdenkmal aufgrund des rheinlandpfälzischen Denkmalschutzgesetzes.

## Wissenswertes
Wenige Meter neben dem Ehrenmal und dem Ehrenfeld für die die gefallenen Wormser befindet sich ein Gräberfeld, für die während des Ersten Weltkriegs im dortigen Gefangenenlager verstorbenen russischen Kriegsgefangenen jüdischen Glaubens.